# 克洛德·佩羅
克洛德·佩羅（法語：Claude Perrault，發音：[klod pɛʁo]；1613年9月25日—1688年10月9日）是一位法國醫生和業餘建築師，以參與巴黎羅浮宮東立面的設計而聞名 。他也設計了巴黎天文台，並且是一位解剖學家和作家，撰寫了建築、物理學和自然歷史的論文。
他的兄弟夏爾·佩羅被認為是童話灰姑娘及其他寓言故事的經典複述者。